# Америчка крими прича
Америчка крими прича (енгл. American Crime Story) америчка је антологијска телевизијска серија. Део је франшизе Америчка прича, после серије Америчка хорор прича. Свака сезона је представљена као самостална мини-серија, а самим тим су радње неповезане једна с другом.
Прва сезона, под насловом Народ против О. Џ. Симпсона, бележи убиство за које се терети О. Џ. Симпсон, а темељи се на књизи Трка његовог живота: Народ против О. Џ. Симпсона Џефрија Тубина. Премијерно је емитована 2. фебруара 2016. године. Друга сезона, под наслвом Атентат на Ђанија Версачеа, приказује убиство дизајнера Ђанија Версачеа од стране серијског убице Ендруа Кјунанана, а темељи се на књизи Вулгарне услуге: Ендру Кјунанан, Ђани Версаче и највећа неуспела потера у историји САД Морин Орт. Премијерно је емитована 17. јануара 2018. године. Трећа сезона, под насловом Импичмент, прати скандал између Била Клинтона и Монике Левински, а темељи се на Тубиновој књизи Огромна завера: Права прича о секс-скандалу који је умало оборио председника. Премијерно је емитована 7. септембра 2021. године.

## Сезоне

### Народ против О. Џ. Симпсона(2016)
Темељи се на књизи Џефрија Тубина, Трка његовог живота: Народ против О. Џ. Симпсона. Истражује убиство за које се терети О. Џ. Симпсон (Кјуба Гудинг Млађи), као и тадашњи рад тужилаштва, лукавости одбране и историје полиције Лос Анђелеса са градском афроамеричком заједницом која је пороти дала оно што јој је било потребно: разумну сумњу.

### Атентат на Ђанија Версачеа(2018)
Темељи се на књизи Морин Орт, Вулгарне услуге: Ендру Кјунанан, Ђани Версаче и највећа неуспела потера у историји САД. Испитује атентат на легендарног модног креатора Ђанија Версачеа (Едгар Рамирез) од стране серијског убице Ендруа Кјунанана (Дарен Крис).

### Импичмент(2021)
Темељи се на књизи Џефрија Тубина, Огромна завера: Права прича о секс-скандалу који је умало оборио председника. Прати скандал који је избио између тадашњег председника САД Била Клинтона (Клајв Овен) и Монике Левински (Бини Фелдстајн).

## Епизоде

### Преглед серије
| Сезона | Сезона | Наслов                      | Епизоде | Епизоде | Оригинално емитовање | Оригинално емитовање |
| Сезона | Сезона | Наслов                      | Епизоде | Епизоде | Премијера            | Финале               |
| ------ | ------ | --------------------------- | ------- | ------- | -------------------- | -------------------- |
|        | 1.     | Народ против О. Џ. Симпсона | 10      | 10      | 2. фебруар 2016.     | 5. април 2016.       |
|        | 2.     | Атентат на Ђанија Версачеа  | 9       | 9       | 17. јануар 2018.     | 21. март 2018.       |
|        | 3.     | Импичмент                   | 10      | 10      | 7. септембар 2021.   | 9. новембар 2021.    |

### 1. сезона:Народ против О. Џ. Симпсона(2016)
| Бр. еп. (укупно) | Бр. еп. (у сезони) | Српски наслов Изворни наслов | Редитељ          | Сценариста                                                      | Премијера                          | Прод. код | Гледаност у САД (милиони) |
| ---------------- | ------------------ | ---------------------------- | ---------------- | --------------------------------------------------------------- | ---------------------------------- | --------- | ------------------------- |
| 1                | 1                  | Из пепела трагедије          | Рајан Марфи      | Скот Александер и Лари Карашевски                               | 2. фебруар 2016. 24. фебруар 2016. |           | 5,12                      |
| 2                | 2                  | Трка његовог живота          | Рајан Марфи      | Скот Александер и Лари Карашевски                               | 9. фебруар 2016. 2. март 2016.     |           | 3,90                      |
| 3                | 3                  | Тим из снова                 | Ентони Хемингвеј | Данијел Винсент Девинсентис                                     | 16. фебруар 2016. 9. март 2016.    |           | 3.34                      |
| 4                | 4                  | Сигурно није крив            | Ентони Хемингвеј | Маја Форбс, Волас Володарски, Скот Александер и Лари Карашевски | 23. фебруар 2016. 16. март 2016.   |           | 3,00                      |
| 5                | 5                  | Карта расизма                | Џон Синглтон     | Џо Роберт Кол                                                   | 1. март 2016. 23. март 2016.       |           | 2,73                      |
| 6                | 6                  | Марша, Марша, Марша          | Рајан Марфи      | Данијел Винсент Девинсентис                                     | 8. март 2016. 30. март 2016.       |           | 3,00                      |
| 7                | 7                  | Теорије завере               | Ентони Хемингвеј | Данијел Винсент Девинсентис                                     | 15. март 2016. 6. април 2016.      |           | 2,89                      |
| 8                | 8                  | Порота у затвору             | Ентони Хемингвеј | Џо Роберт Кол                                                   | 22. март 2016. 13. април 2016.     |           | 2,91                      |
| 9                | 9                  | Мана из раја                 | Ентони Хемингвеј | Скот Александер и Лари Карашевски                               | 29. март 2016. 20. април 2016.     |           | 2,76                      |
| 10               | 10                 | Пресуда                      | Рајан Марфи      | Скот Александер и Лари Карашевски                               | 5. април 2016. 27. април 2016.     |           | 3,27                      |

### 2. сезона:Атентат на Ђанија Версачеа(2018)
| Бр. еп. (укупно) | Бр. еп. (у сезони) | Српски наслов Изворни наслов            | Редитељ              | Сценариста              | Премијера                           | Прод. код | Гледаност у САД (милиони) |
| ---------------- | ------------------ | --------------------------------------- | -------------------- | ----------------------- | ----------------------------------- | --------- | ------------------------- |
| 11               | 1                  | Човек који ће постати отелотворење моде | Рајан Марфи          | Том Роб Смит            | 17. јануар 2018. 23. јануар 2018.   |           | 2,22                      |
| 12               | 2                  | Потера                                  | Нелсон Крег          | Том Роб Смит            | 24. јануар 2018. 30. јануар 2018.   |           | 1,42                      |
| 13               | 3                  | Насумично убиство                       | Гвинет Хордер Пејтон | Том Роб Смит            | 31. јануар 2018. 6. фебруар 2018.   |           | 1,26                      |
| 14               | 4                  | Кућа поред језера                       | Данијел Минахан      | Ром Роб Смит            | 7. фебруар 2018. 13. фебруар 2018.  |           | 0,98                      |
| 15               | 5                  | Не питај и ништа не говори              | Данијел Минахан      | Том Роб Смит            | 14. фебруар 2018. 20. фебруар 2018. |           | 0,91                      |
| 16               | 6                  | Силазак                                 | Гвинет Хордер Пејтон | Том Роб Смит            | 28. фебруар 2018. 27. фебруар 2018. |           | 1,10                      |
| 17               | 7                  | Успон                                   | Гвинет Хордер Пејтон | Том Роб Смит            | 7. март 2018. 6. март 2018.         |           | 0,92                      |
| 18               | 8                  | Креатор / Уништитељ                     | Мет Бомер            | Том Роб Смит и Меги Кон | 14. март 2018. 13. март 2018.       |           | 1,00                      |
| 19               | 9                  | Сам                                     | Данијел Минахан      | Том Роб Смит            | 21. март 2018. 20. март 2018.       |           | 1,20                      |

### 3. сезона:Импичмент(2021)
| Бр. еп. (укупно) | Бр. еп. (у сезони) | Српски наслов Изворни наслов | Редитељ              | Сценариста                                 | Премијера                             | Прод. код | Гледаност у САД (милиони) |
| ---------------- | ------------------ | ---------------------------- | -------------------- | ------------------------------------------ | ------------------------------------- | --------- | ------------------------- |
| 20               | 1                  | Егзили                       | Рајан Марфи          | Сара Берџес                                | 7. септембар 2021. 7. октобар 2021.   |           | 0,92                      |
| 21               | 2                  | Председник ме је пољубио     | Мајкл Апендал        | Сара Берџес                                | 14. септембар 2021. 14. октобар 2021. |           | 0,69                      |
| 22               | 3                  | За не поверовати             | Мајкл Апендал        | Сара Берџес                                | 21. септембар 2021. 21. октобар 2021. |           | 0,66                      |
| 23               | 4                  | Телефонски сат               | Лор де Клермон Тонер | Флора Бирнбаум                             | 28. септембар 2021. 29. октобар 2021. |           | 0,61                      |
| 24               | 5                  | Чујеш ли исто што и ја?      | Лор де Клермон Тонер | Халеј Фајфер                               | 5. октобар 2021. 4. новембар 2021.    |           | 0,54                      |
| 25               | 6                  | Руководилац                  | Рајан Марфи          | Сара Берџес                                | 12. октобар 2021. 11. новембар 2021.  |           | 0,55                      |
| 26               | 7                  | Атентат на Монику Левински   | Мајкл Апендал        | Сара Берџес, Флора Бирнбаум и Данијел Пирл | 19. октобар 2021. 18. новембар 2021.  |           | 0,61                      |
| 27               | 8                  | Буди уз свог човека          | Рејчел Морисон       | Флора Бирнбаум                             | 26. октобар 2021. 25. новембар 2021.  |           | 0,62                      |
| 28               | 9                  | Велика порота                | Рејчел Морисон       | Сара Берџес                                | 2. новембар 2021. 2. децембар 2021.   |           | 0,59                      |
| 29               | 10                 | Дивљина                      | Мајкл Апендал        | Сара Берџес                                | 9. новембар 2021. 9. децембар 2021.   |           | 0,54                      |